# 斯洛萬斯基島
斯洛萬斯基島或意譯為斯拉夫島，是位於捷克首都布拉格伏爾塔瓦河內的一個島嶼，島上有不少建築。斯洛萬斯基島是一個在17世紀時由河水沖積而形成的島嶼。

## 外部連結
- Článek na stránkách Pražské informační služby （页面存档备份，存于）